# Lac de Dassow
Le lac de Dassow (Dassower See) est une petite baie presque fermée à l'embouchure de la Trave, située au nord-est de Lübeck, dans l'État du Schleswig-Holstein (Allemagne), à proximité de la mer Baltique. 

## Géographie
En dépit de son nom, il s'agit d'un petit bassin d'eau saumâtre qui est presque coupé de la mer par la péninsule de Priwall. La ville de Dassow, située sur sa rive, est la seule agglomération peuplée d'importance.
Le lac de Dassow mesure 8 km de long sur une surface de 8 km2 et marque la frontière avec le Mecklembourg-Poméranie-Occidentale. C'est aussi une grande réserve d'oiseaux, en particulier de trente sortes variées de canards, protégée par l'Union européenne depuis 1983.
Pendant l'époque de la république démocratique allemande, sa région de l'autre côté était une zone strictement interdite, et un mur cachait le lac qui ne devait pas être vu de la frontière proche par les habitants de la RDA. Aujourd'hui le château de Lütgenhof, sur l'une de ses rives, transformé en hôtel, permet aux touristes de découvrir la région. On trouve aussi le château de Johannstorf à proximité sur la rive nord.